# Вілсон (округ Сент-Круа, Вісконсин)
Вілсон (англ. Wilson) — селище (англ. village) в США, в окрузі Сент-Круа штату Вісконсин. Населення — 209 осіб (2020).

## Географія
Вілсон розташований за координатами 44°57′30″ пн. ш. 92°10′14″ зх. д. / 44.95833° пн. ш. 92.17056° зх. д. (44.958251, -92.170590).  За даними Бюро перепису населення США в 2010 році селище мало площу 4,22 км², уся площа — суходіл.

## Демографія
Згідно з переписом 2010 року, у селищі мешкали 184 особи в 72 домогосподарствах у складі 54 родин. Густота населення становила 44 особи/км².  Було 78 помешкань (19/км²).
Расовий склад населення:
| - 97,8 % — білих - 0,5 % — корінних американців |

До двох чи більше рас належало 1,6 %. Частка іспаномовних становила 0,5 % від усіх жителів.
За віковим діапазоном населення розподілялося таким чином: 24,5 % — особи молодші 18 років, 65,2 % — особи у віці 18—64 років, 10,3 % — особи у віці 65 років та старші. Медіана віку мешканця становила 39,5 року. На 100 осіб жіночої статі у селищі припадало 102,2 чоловіків;  на 100 жінок у віці від 18 років та старших — 93,1 чоловіків також старших 18 років.
Середній дохід на одне домашнє господарство  становив 68 121 долар США (медіана — 72 903), а середній дохід на одну сім'ю — 70 118 доларів (медіана — 73 080). Медіана доходів становила 41 607 доларів для чоловіків та 38 558 доларів для жінок. За межею бідності перебувало 0,8 % осіб, у тому числі 0,0 % дітей у віці до 18 років та 0,0 % осіб у віці 65 років та старших.
Цивільне працевлаштоване населення становило 139 осіб. Основні галузі зайнятості: освіта, охорона здоров'я та соціальна допомога — 36,0 %, виробництво — 24,5 %, роздрібна торгівля — 8,6 %, фінанси, страхування та нерухомість — 7,9 %.